# Eigil Axgil
Eigil Axgil (født Eigil Eskildesen 24. april 1922, død 22 september 1995) var gift med Axel Axgil, stifteren af LGBT Danmark. De var det første der blev viet efter folketingets vedtagelse af lov om registreret partnerskab. De blev  viet på Københavns Rådhus 1. oktober 1989 efter 40 års forlovelse, og var verdens først viede homoseksuelle par. Under Besættelsen fra 1943 og frem til befrielsen var han i tysk tjeneste i et uniformeret vagtværn.